# Tres lligams fonamentals i les cinc virtuts constants
El Sangang Wuchang (xinès: 三綱五常; pinyin: Sāngāng Wǔcháng), de vegades traduït com els Tres Lligams Fonamentals i les Cinc Virtuts Constants o els Tres Principis Rectors i les Cinc Regulacions Constants, o més simplement "vincles i virtuts" (gāngcháng綱常), és un concepte del confucianisme on es descriuen les tres relacions humanes més importants i les cinc virtuts més importants. Es consideren els requisits morals i polítics del confucianisme, així com l'eterna i immutable "essència de la vida i els vincles de la societat".

## Història
L'expressió de Sāngāng Wǔcháng no és més antiga que la dinastia Han, període en el qual va ser articulada per primera vegada per Dong Zhongshu (179–104 aC), i no es va utilitzar habitualment fins al segle X dC. A partir del segle XI, el neoconfucianisme va posar molt èmfasi en els tres vincles i les cinc virtuts, creient que els humans podrien esdevenir savis perfeccionant aquestes relacions i virtuts.

## Significat

### Tres lligams
Els tres vincles són entre pare i fill, senyor i criat, i marit i dona i constitueixen tres de les cinc relacions (五倫; wǔlún) descrites al Mengzi. Segons Hsu Dau-lin, el concepte dels Tres Vincles era originàriament una idea legalista.
| «                                | El senyor és yang 陽, el retenedor és yin 陰; el pare és yang, el fill és yin; el marit és yang, la dona és yin. El camí del yin no pot procedir en cap lloc per si sol... Per tant, el retenedor depèn del seu senyor per obtenir mèrits; el fill depèn del seu pare; l'esposa al seu marit, el yin al yang i la Terra al cel... Els tres [vincles fonamentals] de la via real es poden buscar al cel. | » |
| — Capítol 53 del Llibre dels Han | |   |

### Cinc virtuts
Les cinc virtuts més importants són la benevolencia (ren仁), justícia (yi義), propietat (li禮), saviesa (zhi智), i la fiabilitat (xin信). Les quatre primeres virtuts es van agrupar en el Mengzi. La cinquena virtut, xin, va ser afegida per Dong Zhongshu. La confiança, o sinceritat, es considera la més important de les cinc virtuts, i el fonament de les altres virtuts. La resta de virtuts deriven dels Quatre brots descrits per Menci al clàssic confucià del mateix nom.
La benevolència es descriu com "formar un cos" en relació amb els altres, que requereix veure'ns com a extensions dels altres i viceversa. Els casos paradigmàtics de ren inclouen actes d'amor o actuacions en interès dels altres, com ara tenir cura d'un membre de la família.
La rectitud és quan algú es nega a violar prohibicions que serien considerades vergonyoses o degradants, com ara el suborn. La rectitud es pot veure com la distribució de béns segons el mèrit i la posició d'un.
Propietat o li té un abast més ampli del que implicaria el terme en català. És quan algú realitza un ritual amb reverència, abastant el protocol social en situacions que requereixen un sentit de respecte, com ara casaments, funerals, salutacions i servir menjar i beguda.
La saviesa és entendre els motius i sentiments característics de les altres virtuts, valorar correctament la qualitat del caràcter d'una persona i conèixer els millors mitjans per aconseguir fins virtuosos.
La confiança o fidelitat s'entén com el compromís amb la realitat d'una manera coherent i fiable. Alguns confucians no consideraven que xin fos el seu propi domini d'activitat, ja que regula i recolza les virtuts. Tots requereixen que un sigui conscient del que és real i evitar els deliris egoistes.
| «                           | Quines són les cinc virtuts constants? Són la benevolencia, la rectitud, la propietat, la saviesa i la confiança. La benevolència significa no poder suportar (veure patir els altres), estimar els altres i ajudar tots els éssers vius. La rectitud significa fer el que és correcte. En fer judicis s'aconsegueix la marca. Propietat significa promulgar. És a dir, adonar-se del camí i perfeccionar el refinament. La saviesa vol dir coneixement. Un té una comprensió especial i pot saber coses abans de sentir-ne parlar. No es veu desconcertat per les coses i pot discernir el subtil. La confiança significa sinceritat. No es pot dissuadir del seu propòsit. Per tant, les persones neixen i responen als Vuit Trigrames, obtenint així les cinc energies (qi 氣) que són les virtuts constants. | » |
| — Capítol 30 de Bai Hu Tong | |   |